# Пауль Розенштейн-Родан

Пауль Нарцис Розенштейн-Родан (пол. Paul Narcyz Rosenstein-Rodan; 19 квітня 1902, Краків — 28 квітня 1985, Бостон
) — австрійський економіст.

## Біографія
Народився в Кракові 19 квітня 1902 року в сім'ї єврейського походження Максиміліана та Анни Розенштейн-Родан. Його молодша сестра Ерна Розенштейн (17.05.1913 — 10.11.2004) стала відомою художницею. Виріс в Лемберзі. Став представником четвертого покоління австрійської школи навчаючись у Віденському університеті під кервіництвом Ганса Майєра. В 1930 році емігрував в Англію, а 30 грудня 1939 року одружився з Маргаритою. Викладав в Університетському коледжі Лондона, Лондонській школі економіки (до 1947 року). Розенштейн-Родан працював заступником директора економічного департаменту у Світовому Банку (1947—1953), а після цього був професором у Массачусетському технічному інституті (1953—1968). Він також був викладачем у Техаському та Бостонському університетах.
З 1961 року був членом Американської академії мистецтв і наук, з 1962 року — членом Інституту соціальних досліджень (Гаага), з 1967 року — членом Академії Тіберина (Рим).

## Внесок в науку
Наукова діяльність Пауля Розенштейна-Родана була спрямована на декілька сфер економіки. Рання діяльність економіста (1926—1935рр) була зорієнтована на сферу чистої економічної теорії, у якій він вивчав граничну корисність,  комплементарність, ієрархічну структуру потреб та інші питання, що були в полі зору австрійської школи. Пізніше Пауль Розенштейн-Родан зробив вагомий внесок у розвиток економічної стратегії рівноважного зростання, вперше сформулювавши теорію «великого поштовху» у статті «Проблеми індустріалізації Східної та Південно-Східної Європи», в якій він аргументував заплановані широкомасштабні інвестиційні програми в індустріалізацію в країнах з великим надлишком робочої сили в сільському господарстві, щоб скористатися мережевими ефектами, зокрема економією від масштабу та обсягу, щоб уникнути рівноважного низького рівня «пастки». Таким чином, він розробив тему, викладену Еллін Янг у своїй статті 1928 року «Збільшення прибутковості та економічного прогресу», в якій сам розширив тему, сформульовану Адамом Смітом у 1776 році.

## Нагороди
Міжнародний Інститут соціальних досліджень (Роттердам) присвоїв Паулю Розенштейну-Родану свою почесну стипендію в 1962 році.
За свої заслуги він був неодноразово нагороджений:
- 1958 — Командор ордена «За заслуги перед Італійською Республікою»
- 1967 — Командор ордена Визволителя Венесуели
- 1970 — Гранд офіцер ордена Заслуг Республіки Чилі

## Роботи
1. «Роль часу в економічній теорії»,. Economica N. S., v 1 (1934) #1
2. «Координація теорій грошей і цін», Economica v3 (1936), с. 257–80.
3. «Проблеми індустріалізації Східної та Південно-Східної Європи», Економічний журнал v 53, № 210/211, (1943), с. 202–11.
4. «Міжнародний розвиток економічно відсталих районів», International Affairs v 20 (1944) № 2 (квітень), с. 157–65.
5. «Маскування неповної зайнятості та недостатня зайнятість у сільському господарстві», (1956).
6. «Міжнародна допомога для слаборозвинених країн», «Огляд економічної статистики», № 43 (1961).
7. «Примітки до теорії великого поштовху», Елліс, редактор, Економічний розвиток для Латинської Америки (1961).
8. «Критерії оцінки зусиль національного розвитку», Журнал планування розвитку v 1 (1969).
9. «Новий міжнародний економічний порядок», (1981).
10. «Момент часу в математичній теорії економічної рівноваги», Zeitschrift für Nationalökonomie v1 (1929) № 1, с. 129–42.
11. «Grenznutzen», Короткий словник політичних наук, т. 4 (1927), с. 1190—223.
12. «Доповнення: перший із трьох етапів прогресу чистої економічної теорії», Соціальна реформа (1933).
13. «Примітки до теорії» великого поштовху ", Економіст № 2 (1959).